# Jojo Todynho
Jordana Gleise de Jesus Menezes (Rio de Janeiro, 11 de fevereiro de 1997), mais conhecida como Jojo Todynho ou Jojo Maronttinni, é uma cantora, apresentadora e empresária brasileira. Ficou nacionalmente conhecida com o hit "Que Tiro Foi Esse",. No ano de 2020, foi a grande vencedora da 12ª temporada do reality show A Fazenda, exibido pela Record.

## Biografia
Nascida e criada no bairro de Bangu, no subúrbio carioca, Jojo é oriunda de uma família humilde, tendo sido criada por sua avó paterna, Rita Maria. Revelou em entrevistas que sua forte autoestima provém de sua criação bastante rígida, onde lhe foi ensinado a importância de cultivar o amor próprio. Na infância participava no coral de uma igreja batista, além de atuar em eventos de canto e dança no colégio. A cantora perdeu seu pai aos dez anos, vítima de bala perdida, fato que ainda a deixa muito emocionada nas entrevistas. Ele era segurança de uma LAN house, e morreu enquanto trabalhava.
Para ajudar sua avó no sustento do lar, Jordana começou a trabalhar no início da adolescência, ocupando-se nas funções de telefonista, faxineira, camelô, cuidadora de idosos, babá, monitora de brinquedoteca em shoppings e até como vendedora de picolé.
Em busca de sua independência, mudou-se aos vinte anos para o bairro da Lapa, onde viveu em uma quitinete alugada até o início de 2018.
No início de 2020 reatou contato com sua mãe, de quem nunca foi próxima e tinha mágoas desde a infância, por não tê-la criado. Por isso até hoje Jojo considera sua avó como sua mãe. Um dia, a mãe da artista ligou, pedindo perdão, e Jojo conseguiu reaproximar-se, e perdoá-la.

## Carreira
Iniciou trabalhos na internet, onde publicava vídeos musicais no Facebook, além de possuir seu canal no YouTube, onde fala abertamente sobre sexo e relacionamentos amorosos. Após ganhar notoriedade no YouTube, Todynho embarcou em carreira musical. Na metade do ano de 2017, assinou contrato com a gravadora Universal Music para lançar seu primeiro single, "Sentada Diferente", que não obteve muito sucesso. Na mesma época, Todynho chegou a fazer uma participação na novela A Força do Querer, da TV Globo. No final do mesmo ano, participou do videoclipe "Vai Malandra", de Anitta, que lhe deu reconhecimento na internet.
Em 2018, ganhou reconhecimento nacional após gravar e lançar a música "Que Tiro Foi Esse", que tornou-se um hit logo após o lançamento.
No dia 7 de setembro de 2020, Jojo foi confirmada como participante da décima segunda temporada do reality show A Fazenda, da Record. Na final realizada no dia 17 de dezembro, Jojo foi consagrada campeã do reality show com 52,54% dos votos, conquistando o prêmio de R$ 1,5 milhão de reais.
Em junho de 2021, Jojo estreou como apresentadora do Multishow, com o talk show Jojo Nove e Meia. O título do programa é uma referência à Jô Soares Onze e Meia, exibido pelo SBT entre 1988 e 1999.
Em fevereiro de 2022 foi confirmada como uma das participantes da 19º edição do talent show	Dança dos Famosos, terminando a competição em 6º lugar.

## Vida pessoal
No início de 2017 começou a namorar o MC Renan Pitbull, com quem terminou em outubro de 2018. Solteira desde então, passou a ser vista acompanhada por homens anônimos e famosos, mas não assumiu nenhum relacionamento sério.
Em janeiro de 2018, Jojo comprou um apartamento no Recreio dos Bandeirantes, Zona Oeste do Rio de Janeiro. No novo endereço foi alvo de reclamações de vizinhos devido ao som alto; em resposta, ela chegou a gravar um vídeo onde os chamava de "chatos".
Em dezembro de 2019, a cantora revelou ter sofrido um aborto espontâneo durante o banho, aos três meses de gestação, devido ao excesso de peso e ansiedade, que gerou uma hipertensão, e a fez perder o bebê. Jojo ficou hospitalizada por uma semana e realizou uma curetagem. Em entrevistas, revelou que passou a tomar benzodiazepínicos para conseguir dormir. Além disso, indicou que tinha descoberto a gestação poucos dias antes da perda, e que a gravidez não tinha sido planejada. O pai do bebê era um ex-namorado que às vezes ainda se relacionava com ela, mas após descobrir sua gravidez, ambos decidiram se separar definitivamente.
Após vencer o reality show A Fazenda 12, em dezembro de 2020, e levar o prêmio de R$ 1,5 milhão, Jojo mudou-se de seu antigo apartamento e comprou uma casa em um condomínio fechado no bairro da Taquara. Em entrevistas, revelou que usaria parte do dinheiro ganhado para realizar projetos sociais ligados ao esporte, visando beneficiar crianças carentes do seu bairro de origem, Bangu.
Em 29 de janeiro de 2022, oficializou casamento com o militar Lucas Souza. A cantora se casou aos 24 anos, enquanto o noivo tinha 21. Nove meses depois, no dia 29 de outubro, Lucas Souza anunciou através de suas redes sociais o fim do casamento.
Jojo estuda direito na Universidade Estácio de Sá, onde foi acusada de agredir uma colega de turma.

### Posicionamento político
Em setembro de 2024, durante o período eleitoral do Rio de Janeiro, Jojo Todynho posou ao lado da ex-primeira-dama Michelle Bolsonaro em uma agenda de campanha do político Alexandre Ramagem. Logo em seguida, a cantora declarou seu voto ao candidato apoiado por Jair Bolsonaro e se declarou uma "preta de direita", passando a integrar a rede de influenciadores bolsonaristas na internet.

#### Remoção de clipe LGBT+ e cancelamento de contratos
Em novembro de 2024, Jojo Todynho passou a enfrentar críticas após demonstrar apoio ao ex-presidente Jair Bolsonaro e distanciar-se publicamente da comunidade LGBTQIAPN+, com quem sempre manteve forte ligação. Essa postura gerou reações adversas, que culminaram com o anúncio, por Jojo, da retirada do clipe da música "Arrasou Viado" das plataformas digitais. O vídeo foi lançado em 2018 como forma de apoiar e homenagear a diversidade. Na esteira das declarações da influencer, o ativista Agripino Magalhães iniciou uma ação judicial contra ela pela retirada da música das plataformas, acusando-a de oportunismo, dado que sempre recebeu apoio do público LGBT+.
Como consequência dos posicionamentos, externalizados através de vídeos onde aparecia gritando e proferindo palavrões, Jojo sofreu reveses significativos, como o encerramento do contrato publicitário com a empresa Avon. Ao saber do encerramento da parceria, Todynho convocou um boicote à marca, recebendo apoio de influenciadores bolsonaristas. Para além da polêmica com a marca de cosméticos, Jojo também foi desconvidada pelo São Paulo Fashion Week, evento de moda do qual participaria. Em seguida, perdeu o posto de musa do Carnaval na Mocidade Independente de Padre Miguel e não irá participar do desfile da agremiação em 2025. Após ampla repercussão do assunto na mídia, veículos publicaram que a carreira de Jojo estaria enfrentando um cancelamento.

## Discografia

### Singles
Como artista principal
| "Sentada Diferente"                                                            | 2017 | —  | —  |                 | Não adicionado a nenhum álbum |
| "Que Tiro Foi Esse?"                                                           | 2017 | 50 | 43 | - : 2× Diamante | Não adicionado a nenhum álbum |
| "Vou com Tudo"                                                                 | 2018 | —  | —  | - : Ouro        | Não adicionado a nenhum álbum |
| "Arrasou Viado"                                                                | 2018 | —  | —  |                 | Não adicionado a nenhum álbum |
| "Rebolarizando" (com Pocah e DJ Lindão)                                        | 2018 | —  | —  |                 | Não adicionado a nenhum álbum |
| "Joga Sem Parar" (com Kevin o Chris)                                           | 2018 | —  | —  |                 | Não adicionado a nenhum álbum |
| "Acordei Gostosa"                                                              | 2019 | —  | —  |                 | Não adicionado a nenhum álbum |
| "Achas" (com Preto Show e Blaya)                                               | 2020 | —  | —  |                 | Não adicionado a nenhum álbum |
| "Devo Tá na Moda"                                                              | 2020 | —  | —  | - : Ouro        | Não adicionado a nenhum álbum |
| "De Onde Eu Venho"                                                             | 2022 | —  | —  |                 | Não adicionado a nenhum álbum |
| "Bangu"                                                                        | 2022 | —  | —  | - : Ouro        | Não adicionado a nenhum álbum |
| "—" denota títulos que não entraram nas paradas ou não foram lançados no país. |      |    |    |                 |                               |

Como artista convidada
| Canção                                                                   | Ano  | Álbum                         |
| ------------------------------------------------------------------------ | ---- | ----------------------------- |
| "Perdendo a Mão" (Seakret e part. Anitta e Jojo Marontrinni)             | 2018 | Não adicionado a nenhum álbum |
| "Gin" (Funk Samba Club part. Jojo Marontrinni)                           | 2019 | Não adicionado a nenhum álbum |
| "La Chapa Que Vibran" (La Materialista part. Jojo Marontrinni e Belinda) | 2019 | Não adicionado a nenhum álbum |
| "Pesou o Rolê" (Harmonia do Samba part. Jojo Marontrinni)                | 2021 | Não adicionado a nenhum álbum |

### Singlespromocionais
| Canção                                  | Ano  | Álbum                         |
| --------------------------------------- | ---- | ----------------------------- |
| "Sequência do Peito" (part. MC Mascara) | 2019 | Não adicionado a nenhum álbum |
| "Mulher Não Bate Boca"                  | 2019 | Não adicionado a nenhum álbum |
| "Dominada" (part. Du Black)             | 2021 | Não adicionado a nenhum álbum |

## Filmografia

### Televisão
| Ano       | Título               | Personagem               | Nota                                  |
| --------- | -------------------- | ------------------------ | ------------------------------------- |
| 2017      | A Força do Querer    | Ela mesma                | Episódio: "19 de outubro"             |
| 2019–20   | Tô pra Jojogo        | Apresentadora            |                                       |
| 2020      | A Fazenda            | Participante (Vencedora) | Temporada 12                          |
| 2021–2022 | Jojo Nove e Meia     | Apresentadora            |                                       |
| 2021      | Vai Que Cola         | Jojo                     | Episódio: "Rainha da Zorra Tota"      |
| 2022      | Dança dos Famosos    | Participante (6º lugar)  | Temporada 19                          |
| 2022      | A Sogra que te Pariu | Gigi                     | Episódio: "Descompasso do Marcapasso" |
| 2022      | Encantado's          | Greice                   | Episódio: "Acorda, Menina!"           |
| 2022      | Central da Copa      | Apresentadora            |                                       |
| 2022      | Novelei              | Dona Jura                | Episódio 7: O Clone                   |
| 2023      | Rio Shore            | Apresentadora            | Temporada 3                           |
| 2023      | Fuzuê                | Ela mesma                | Episódio: "18 de novembro"            |
| 2024      | Os Parças - A Série  | Júlia Antunes (Julião)   |                                       |

## Prêmios e indicações
| Ano  | Prêmio                  | Categoria                           | Nomeação            | Resultado | Ref.   |
| ---- | ----------------------- | ----------------------------------- | ------------------- | --------- | ------ |
| 2018 | MTV Millennial Awards   | Crush do Ano                        | Jojo Maronttinni    | Indicada  | [ 58 ] |
| 2018 | MTV Millennial Awards   | Hino do Ano                         | "Que Tiro Foi Esse" | Indicada  | [ 58 ] |
| 2018 | MTV Millennial Awards   | Meme do Ano                         | "Que Tiro Foi Esse" | Venceu    | [ 58 ] |
| 2018 | Prêmio Jovem Brasileiro | Hit do Ano                          | "Que Tiro Foi Esse" | Indicada  |        |
| 2018 | Meus Prêmios Nick       | Hit do Ano                          | "Que Tiro Foi Esse" | Indicada  | [ 59 ] |
| 2018 | Meus Prêmios Nick       | Revelação Musical                   | Jojo Maronttinni    | Indicada  | [ 59 ] |
| 2020 | Splash Awards           | Melhor Participante de Reality      | A Fazenda 12        | Indicada  | [ 60 ] |
| 2020 | Prêmio Área VIP         | Melhor Participante de Reality Show | A Fazenda 12        | Indicada  | [ 61 ] |
| 2021 | MTV Millennial Awards   | Realeza do reality                  | A Fazenda 12        | Indicada  |        |